# Хартоно, Арианне
Арианне Хартоно (нидерл. Arianne Hartono; род. 21 апреля 1996, Гронинген) — нидерландская теннисистка. Финалистка двух турниров WTA 125 в парном разряде; и победительница 23 турниров ITF (3 — в одиночном разряде).

## Общая информация
Родилась 21 апреля 1996 года в Гронингене, в Нидерландах.

## Спортивная карьера
В 2018—2023 годах стала победительницей трёх турниров ITF в одиночном разряде.
И в 2016—2024 годах стала победительницей ещё двадцати турниров ITF в парном разряде.
В декабре 2023 года стала финалисткой в одиночном разряде 100-тысячного турнира в Дубае (ОАЭ), где она в финале со счётом 1-6, 4-6 проиграла россиянке Анастасии Тихоновой.

### 2024—2025
В феврале 2024 года стала финалисткой парного разряда вместе с индийской теннисисткой Прартхана Тхомбаре турнира WTA 125 в Мумбаи (Индия), где они в финале проиграли паре Далила Якупович и Сабрина Сантамария со счётом 4-6, 3-6.
В сентябре 2024 года дошла до полуфинала одиночного разряда турнира WTA 250 Thailand Open 2 в Хуахине (Таиланд), где она в четвертьфинале победила японку Маи Хонтама со счётом 4-6, 6-2, 6-3, но в полуфинале проиграла опытной немке Лауре Зигемунд со счётом 3-6, 3-6.
В феврале 2025 года опять стала финалисткой парного разряда вместе с индийской теннисисткой Прартхана Тхомбаре турнира WTA 125 в Мумбаи (Индия), где они в финале проиграли российской паре Амина Аншба и Елена Приданкина со счётом 6-7(4-7), 6-2, [7:10].

## Итоговое место в рейтинге WTA по годам
| Год  | Одиночный рейтинг | Парный рейтинг |
| 2024 | 147               | 196            |
| 2023 | 180               | 192            |
| 2022 | 188               | 127            |
| 2021 | 202               | 153            |
| 2020 | 400               | 421            |
| 2019 | 415               | 485            |
| 2018 | 668               | 819            |
| 2017 | —                 | 1080           |
| 2016 | —                 | 972            |